# WIND (探査機)
WINDは太陽風、磁場、粒子の観測を目的とするNASAの宇宙探査機。1994年11月1日に打ち上げられた。

## ミッション概要

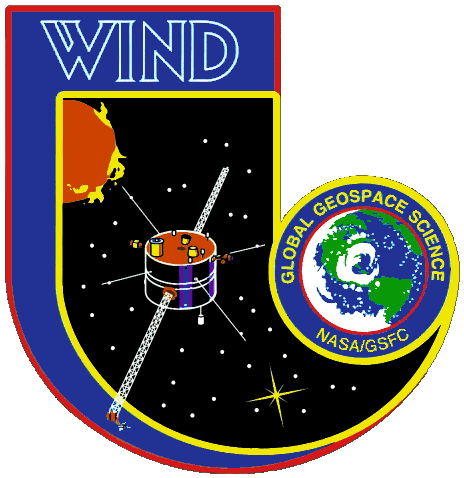
プロジェクト・ロゴ

WINDはGEOTAIL、Polar、SOHO、クラスターミッションと共に、太陽-地球関係における物理学知識の向上を目指す国際協力プロジェクト、太陽地球系科学国際共同観測計画（ISTP）を構成している。Polarとは姉妹機の関係にある。
設計と製造はマーティン・マリエッタのアストロ・スペース部門が行った。直径2.4m、高さ1.8mの円柱形のスピン安定方式。推進装置が備えられており、3年から5年の設計寿命がある。データは搭載されたテープレコーダーを利用して記録され、5.5または11.1kbpsでディープスペースネットワークに中継する。
1994年11月1日4時31分00秒（EST）、ケープカナベラル空軍基地の17B発射台からマクドネル・ダグラスのデルタ IIによって打ち上げられた。動作してから最初の9ヶ月の間、黄道面近くのダブル・ルナー・スイングバイ軌道（double-lunar  swingby  orbit）に置かれた。この軌道で地磁気観測が行われる。その後小さなハロー軌道（L1）に投入され、飛来する太陽風、磁場、粒子を観測する。2004年より恒常的にL1ポイントに位置している。2020年11月時点で運用が続けられており、現在の軌道に留まるために必要な燃料は2074年まで保つとされている。
ミッション運営はゴダード宇宙センターのWIND/POLARミッション・オペレーション・ルームによって行われている。

## 別名
- ISTP/Wind [1]
- GGS/Wind [1]
- Wind/ISTP [1]
- Wind/GGS [1]
- 1994-071A（国際衛星識別符号）
- 23333（衛星カタログ番号）